# Campeonato Carioca Série C 2022
In 2022 werd het tweede Campeonato Carioca Série C gespeeld, het vijfde hoogste niveau voor voetbalclubs uit de Braziliaanse staat Rio de Janeiro. De competitie werd georganiseerd door de FERJ en werd gespeeld van 12 mei tot 17 augustus. Belford Roxo werd kampioen.
Casimiro de Abreu en Queimados, die vorig jaar uit de Série B2 degradeerden namen dit jaar niet deel aan de competitie. 

## Format
De clubs speelden één keer tegen elkaar. De top vier plaatste zich voor de tweede fase, waarvan de twee finalisten promoveerden naar de Série B2 2022, die aansluitend op de Série C gespeeld werd.

## Eerste fase
| Plaats | Club             | Wed. | W  | G | V  | Saldo | Ptn. |
| ------ | ---------------- | ---- | -- | - | -- | ----- | ---- |
| 1.     | Belford Roxo     | 12   | 11 | 0 | 1  | 26:6  | 33   |
| 2.     | Império Serrano  | 12   | 9  | 3 | 0  | 37:7  | 30   |
| 3.     | Rio de Janeiro   | 12   | 7  | 3 | 2  | 43:19 | 24   |
| 4.     | Atlético Carioca | 12   | 7  | 3 | 2  | 25:12 | 24   |
| 5.     | Uni Souza        | 12   | 7  | 2 | 3  | 22:10 | 23   |
| 6.     | Paraty           | 12   | 7  | 1 | 4  | 29:10 | 22   |
| 7.     | CAAC Brasil      | 12   | 5  | 1 | 6  | 20:26 | 16   |
| 8.     | Magé Brescia     | 12   | 3  | 3 | 6  | 16:24 | 12   |
| 9.     | Vera Cruz        | 12   | 3  | 2 | 7  | 16:20 | 11   |
| 10.    | Juventus         | 12   | 3  | 2 | 7  | 16:25 | 11   |
| 11.    | Barcelona        | 12   | 3  | 2 | 7  | 12:29 | 11   |
| 12.    | Brasileirinho    | 12   | 1  | 0 | 11 | 10:41 | 3    |
| 13.    | Resende          | 12   | 0  | 2 | 10 | 4:49  | 2    |

Brasileirinho, Canto do Rio en Resende werden uitgesloten omdat ze hun spelers niet tijdig ingeschreven hadden. Al hun wedstrijden werden als een 0-3 nederlaag aangerekend. 
|  | Geplaatst voor tweede fase |

## Tweede fase
|  | halve finale     | halve finale | halve finale | halve finale |  |                | finale | finale | finale | finale |
|  |                  |              |              |              |  |                |        |        |        |        |
|  |                  |              |              |              |  |                |        |        |        |        |
|  | Belford Roxo     | 0            | 2            | 2            |  |                |        |        |        |        |
|  | Atlético Carioca | 0            | 1            | 1            |  |                |        |        |        |        |
|  |                  |              |              |              |  | Belford Roxo   | 1      |        | 1      |        |
|  |                  |              |              |              |  | Rio de Janeiro | 0      |        | 0      |        |
|  | Império Serrano  | 0            | 1            | 1            |  |                |        |        |        |        |
|  | Rio de Janeiro   | 1            | 1            | 2            |  |                |        |        |        |        |

### Kampioen
| Campeonato Carioca Série C de 2022 |
| Rio de Janeiro                     |
| ---------------------------------- |
| BELFORD ROXO Kampioen (1° titel)   |